# Réső
Réső (szlovákul: Rešov, lengyelül Reszow) község Szlovákiában, az Eperjesi kerület Bártfai járásában.

## Fekvése
Bártfától 8 km-re délkeletre, a Szekcső-patak és a Tapoly között fekszik.

## Története
1438-ban említik először.
A 18. század végén Vályi András így ír róla: „RESO. Reszov. Orosz falu Sáros Vármegyében, földes Ura Bártfa Városa, lakosai katolikusok, és ó hitüek, fekszik Bártfához 3/4 mérttföldnyire, határjában mind a’ kétféle fája van, réttye nem nagy, határja sovány.”
Fényes Elek 1851-ben kiadott geográfiai szótárában így ír a faluról: „Ressó, orosz falu, Sáros vgyében, F.-Volya fil., 31 romai, 348 g. kath., 12 zsidó lak. Gör. szentegyház. F. u. Bártfa városa, melly ut. postája.”
A trianoni diktátum előtt Sáros vármegye Bártfai járásához tartozott.

## Népessége
| Év:            | 1994. | 2004.   | 2014.    | 2024.   |
| -------------- | ----- | ------- | -------- | ------- |
| Emberek száma: | 357   | 353     | 307      | 313     |
| Eltérés:       |       | -1,12 % | -13,03 % | +1,95 % |

| Év:            | 2023. | 2024.   |
| -------------- | ----- | ------- |
| Emberek száma: | 317   | 313     |
| Eltérés:       |       | -1,26 % |

1910-ben 334, túlnyomórészt ruszin lakosa volt.
2001-ben 343 lakosából 317 szlovák és 22 ruszin volt.
2011-ben 332 lakosából 291 szlovák és 29 ruszin.

## Külső hivatkozások
- Községinfó
- Réső Szlovákia térképén
- E-obce.sk Archiválva 2011. április 9-i dátummal a Wayback Machine-ben